# Cremanthodium
Cremanthodium é um género botânico pertencente à família Asteraceae.